# Krawno
Krawno – wieś w Polsce położona w województwie warmińsko-mazurskim, w powiecie mrągowskim, w gminie Piecki. Miejscowość wchodzi w skład sołectwa Babięta.
W latach 1975–1998 miejscowość administracyjnie należała do województwa olsztyńskiego.